# Federazione Italiana Sportiva Calcio Tavolo
La Federazione Italiana Sportiva Calcio Tavolo (FISCT) è l'associazione che si occupa dell'organizzazione e della gestione dell'attività agonistica del calcio da tavolo (conosciuto anche come Subbuteo) sul territorio italiano. La Fisct aderisce alla Fédération Internationale de Sport Football de Table (Fistf), che è invece l'ente di riferimento per la disciplina a carattere mondiale.
La FISCT, che riunisce oltre un centinaio di club sparsi in tutta Italia, organizza ogni anno i Campionati italiani individuali e a squadre, la Coppa Italia, la Supercoppa Italiana, sia a livello assoluto che a livello giovanile e femminile. Le categorie nel calcio da tavolo sono: open, veteran, under 19, 15 e 12 e ladies. Sotto l'egida della FISCT, molti club italiani organizzano tornei del circuito nazionale.
Il calcio da tavolo è nato sull'idea del Subbuteo, calato di interesse dopo gli anni '80 a causa dell'avanzata dei videogiochi. Il Subbuteo era nato nel dopoguerra in Gran Bretagna ed è sbarcato in Italia a fine anni '60. Ma, anche grazie al calcio da tavolo è tornata la passione per il Subbuteo, chiamato anche Old. E, sempre all'interno della FISCT si disputano tornei, campionati italiani e coppe con materiali tradizionali, quelli del Subbuteo.
Tra le tante attività della FISCT anche quella della gestione delle nazionali che, ogni anno partecipano ai campionati mondiali ed europei che si svolgono in diverse sedi. La FISCT è sicuramente la federazione con il maggior numero di praticanti nel mondo (circa 2.500) e annovera oltre 100 club, un numero elevatissimo che supera di gran lunga la somma di quelli presenti in tutta Europa. 

## Storia
Il Subbuteo venne inventato negli anni '40 dello scorso secolo da un ornitologo inglese, Peter Adolph, con l'intento di creare una replica in miniatura del gioco del calcio. Inizialmente venne chiamato The Hobby ma, successivamente gli venne dato il nome del falco Subbuteo, proprio per la passione del suo inventore. Il gioco, nella sua composizione minima, era formato da un panno di tessuto di colore verde su cui è riprodotto in scala il tracciato di un vero campo da calcio, due squadre di dieci miniature con sembianze umane, dotate di base di appoggio semisferica più un portiere fissato ad una asticciola, due porte ed una pallina di proporzioni sovradimensionate rispetto agli altri oggetti per garantire la giocabilità.
Le miniature vengono colpite dai giocatori "a punta di dito" e così sospinte verso la palla. Le regole ricalcano, con i dovuti adattamenti, quelle del vero gioco del calcio: rimesse laterali, calci di punizione e di rigore, fuorigioco e calci d'angolo. Uno degli aspetti più avvincenti (che lo differenzia totalmente dai videogiochi) è che non esistono schemi preordinati o vincoli meccanici di alcuna sorta, quindi ogni giocatore è libero di disporre e muovere le proprie miniature sul campo di gioco come ritiene più opportuno. Inizialmente le miniature erano figure bidimensionali disegnate su del cartoncino ed inserite su di una base semisferica. Questa versione, conosciuta come flats venne soppiantata negli anni '60 dall'introduzione di miniature tridimensionali realizzate in plastica e con un peso all'interno della base che conferiva maggiore stabilità e precisione di gioco.
Di questo tipo di miniature si susseguirono negli anni diverse versioni. Le prime a comparire sul mercato erano composte da una figura di calciatore che costituiva un unico corpo con un piedistallo di forma circolare che a sua volta veniva incastrato nella base di gioco. Successivamente vennero prodotte delle miniature composte di tre parti: la base di gioco, il dischetto dotato di una fenditura trasversale e la figura di calciatore con i piedi che terminavano su di una barretta che serviva ad incastrarla sul dischetto. Questa sicuramente è stata la più diffusa ed anche la più bella tra i tipi di miniatura prodotti dalla Subbuteo, inoltre, la qualità di gioco che si riusciva a raggiungere era di buon livello. Negli anni '70 ci fu un vero e proprio boom in Italia, che è diventata nel tempo il vero e proprio punto di riferimento del gioco a livello internazionale. In quegli anni fu l'importatore genovese Parodi a consentire un grande sviluppo del gioco, dando poi anche alla produzione Zeugo, dando un nome caratteristico, derivante dalla traduzione in ligure. Purtroppo la produzione industriale cessò all'inizio degli anni '80 quando iniziò il lento declino della diffusione del gioco, minato dalla tecnologia digitale.
Negli anni seguenti si verificò un progressivo peggioramento della qualità delle miniature prodotte: se da un lato il nuovo tipo di figura, dotata di un perno centrale al posto della classica barretta, rendeva più difficile la rottura della miniatura, dall'altro le basi di appoggio diventavano sempre più tondeggianti ed irregolari non consentendo così una resa agonistica accettabile.

## Il gioco moderno
Il gioco moderno cambia poco rispetto a quello dello storico Subbuteo ma cambiano molto i materiali, più 'professionali. Grazie a produttori appassionati del gioco sono stati prodotti tavoli che poco hanno da invidiare a quelli del biliardo, con porte in ferro più resistenti e fissate al tavolo stesso, portieri in ferro e miniature che consentono azioni funamboliche e decisamente più veloci del gioco originale.
Per consentire l'utilizzo dei nuovi materiali, negli anni '90 la Fistf stabilì i vincoli di dimensione e peso a cui le miniature dovevano sottostare per poter essere utilizzate nei tornei ufficiali. Un'evoluzione che ha radicalmente modificato le abitudini di gioco ma che ha migliorato notevolmente lo standard e la semplice visione di una sala, arredata con tavoli all'avanguardia. È comunque rimasta la passione per i materiali e i regolamenti tradizionali degli anni '70, nel pieno rispetto della tradizione e le origini di questa meravigliosa disciplina che tutti possono praticare. Tutti possono giocare a calcio da tavolo e a subbuteo, visto che non ci sono vincoli di età e non sono richieste particolari caratteristiche di prestanza fisica.